# BVG B 13/27
Als Typ B 13/27 bezeichnete die Berliner Verkehrs-Gesellschaft (BVG) ab 1934 eine Serie von vier Beiwagen, die 1914 als Sommerwagen für die Straßenbahn der Gemeinde Heiligensee an der Havel gebaut wurden. Von den Fahrzeugen ist keines mehr erhalten.

## Entwicklung
Da die 1913 eröffnete Straßenbahn im Sommer den starken Ausflugsverkehr bewältigen musste, beschaffte die Gemeinde Heiligensee an der Havel im Folgejahr vier große zweiachsige Sommerwagen bei der Gottfried Lindner AG in Ammendorf. Die Wagen hatten gegenüber herkömmlichen Sommerwagen Einstiegsplattformen an den Wagenenden, Mittelgänge zu den Querbänken und geschlossene Seitenwände. Die Seiten wiesen vier Fensteröffnungen auf, in denen Vorhänge gegen Schlechtwetter eingehängt waren. Das Dach war als Tonnendach ausgeführt.
1920 reihte die Berliner Straßenbahn die Wagen unter den Nummern 1584 bis 1587 ein. 1927 wurden die Plattformen geschlossen und Fensterscheiben eingesetzt. Die Wagen erhielten nach Abschluss der Arbeiten die neuen Nummern 1486II bis 1489II. Ab 1934 erhielten sie gemäß dem BVG-Typenschlüssel die Bezeichnung B 13/27.
Bei der Verwaltungstrennung der BVG im August 1949 verblieben die drei Beiwagen 1487II bis 1489II in der Osthälfte Berlins. Während Wagen 1487II nach 1950 ausgemustert wurde, gab die BVG-Ost die übrigen beiden Beiwagen 1964 an die Potsdamer Straßenbahn ab, die sie mit den Nummern 168 und 169 versah. 1968 wurden sie dort ausgemustert. Über den Verbleib des Wagens 1486II liegen keine Informationen vor.